# HD 64572
HD 64572，又名CD-36 3989，SAO 198553、HR 3085，是一颗恒星，视星等为5.43，位于銀經251.78，銀緯-4.59，其B1900.0坐标为赤經7h 49m 22.8s，赤緯-36° -4.59′ 14″。